# La Palma Calcio 1989-1990
Questa pagina raccoglie le informazioni riguardanti il Gruppo Sportivo La Palma nelle competizioni ufficiali della stagione 1989-1990.

## Rosa
| N. |                   | Ruolo | Calciatore         |
| -- | ----------------- | ----- | ------------------ |
|    | Italia (bandiera) | C     | Alberto Carta      |
|    | Italia (bandiera) | P     | Alessandro Carta   |
|    | Italia (bandiera) | A     | Maurizio Cerasa    |
|    | Italia (bandiera) | A     | Francesco Di Laura |
|    | Italia (bandiera) | D     | Corrado Esposito   |
|    | Italia (bandiera) | D     | Lorenzo Federico   |
|    | Italia (bandiera) | A     | Mauro Laconi       |
|    | Italia (bandiera) | C     | Giuseppe Leggieri  |
|    | Italia (bandiera) | A     | Giuseppe Martinez  |
|    | Italia (bandiera) | C     | Giuseppe Mura      |

| N. |                   | Ruolo | Calciatore          |
| -- | ----------------- | ----- | ------------------- |
|    | Italia (bandiera) | C     | Pierpaolo Mura      |
|    | Italia (bandiera) | A     | Salvatore Napoli    |
|    | Italia (bandiera) | D     | Massimiliano Nieddu |
|    | Italia (bandiera) | P     | Giuseppe Nioi       |
|    | Italia (bandiera) | D     | Massimo Pagliaro    |
|    | Italia (bandiera) | D     | Gianluca Panettieri |
|    | Italia (bandiera) | D     | Emanuele Panizza    |
|    | Italia (bandiera) | C     | Luca Rivetta        |
|    | Italia (bandiera) | C     | Salvatore Spano     |
|    | Italia (bandiera) | A     | Stefano Udassi      |